# Wojewódzki Sztab Wojskowy w Łodzi

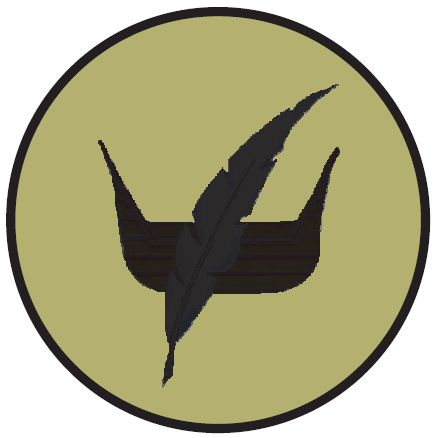
Oznaka rozpoznawcza WSzW Łódź na mundur polowy.

Wojewódzki Sztab Wojskowy w Łodzi (WSzW Łódź) – terenowy organ Ministra Obrony Narodowej w sprawach operacyjno-obronnych i administracji wojskowej na terenie województwa łódzkiego, z siedzibą przy ul. Źródłowej 52 w Łodzi.

## Podległość
Szef WSzW w Łodzi podlega Szefowi Sztabu Generalnego Wojska Polskiego.
WSzW w Łodzi podlegają:
- WKU w Łodzi – dla miast i gmin objętych zasięgiem działania powiatów: brzezińskiego, łęczyckiego, łódzkiego wschodniego, pabianickiego, poddębickiego i zgierskiego oraz miasta Łódź[2]
- WKU w Sieradzu – dla miast i gmin objętych zasięgiem działania powiatów: bełchatowskiego, łaskiego, pajęczańskiego, sieradzkiego, wieluńskiego, wieruszowskiego i zduńskowolskiego[3];
- WKU w Skierniewicach – dla miast i gmin objętych zasięgiem działania powiatów: kutnowskiego, łowickiego, rawskiego i skierniewickiego oraz miasta Skierniewice[4];
- WKU w Tomaszowie Mazowieckim – dla miast i gmin objętych zasięgiem działania powiatów: opoczyńskiego, piotrkowskiego, radomszczańskiego i tomaszowskiego oraz miasta Piotrków Trybunalski[5];

## Szefowie WSzW
Szefami instytucji byli:
- płk dypl. Mikołaj Kotwicki
- płk dypl. Kazimierz Garbacik
- gen. bryg. Ryszard Wilczyński
- płk dypl. Jan Kraus
- gen. bryg. Maciej Żytecki
- płk mgr inż. Jan Sobotka
- płk mgr inż. Wojciech Sikora
- płk mgr inż. Wojciech Filkowski
- płk dypl. Jarosław Wasilewski